# 2008 CT1
2008 CT1 – mała (średnica ok. 13 metrów) planetoida z grupy Atena należąca do obiektów NEO. Została odkryta 3 lutego 2008 w programie LINEAR.
2008 CT1 krąży wokół Słońca z okresem ok. 307 dni i 2 godziny po dość spłaszczonej orbicie o mimośrodzie około 0,46. W aphelium osiąga odległość około 1,3 jednostki astronomicznej od Słońca, natomiast w peryhelium około 0,5 jednostki astronomicznej. 
5 lutego 2008 planetoida minęła Ziemię w odległości około 0,3 LD (115 tys. km). Osiągnęła wtedy jasność obserwowaną ok. 15m.